# Girac
Girac ist eine französische Gemeinde mit 353 Einwohnern (Stand 1. Januar 2022) im Département Lot in der Region Okzitanien. Sie gehört zum Kanton Cère et Ségala und zum Arrondissement Figeac.
Nachbargemeinden sind Liourdres im Nordwesten, Astaillac im Norden, Gagnac-sur-Cère im Nordosten, Biars-sur-Cère im Osten, Bretenoux im Südosten, Prudhomat im Süden und Tauriac im Südwesten.

## Bevölkerungsentwicklung

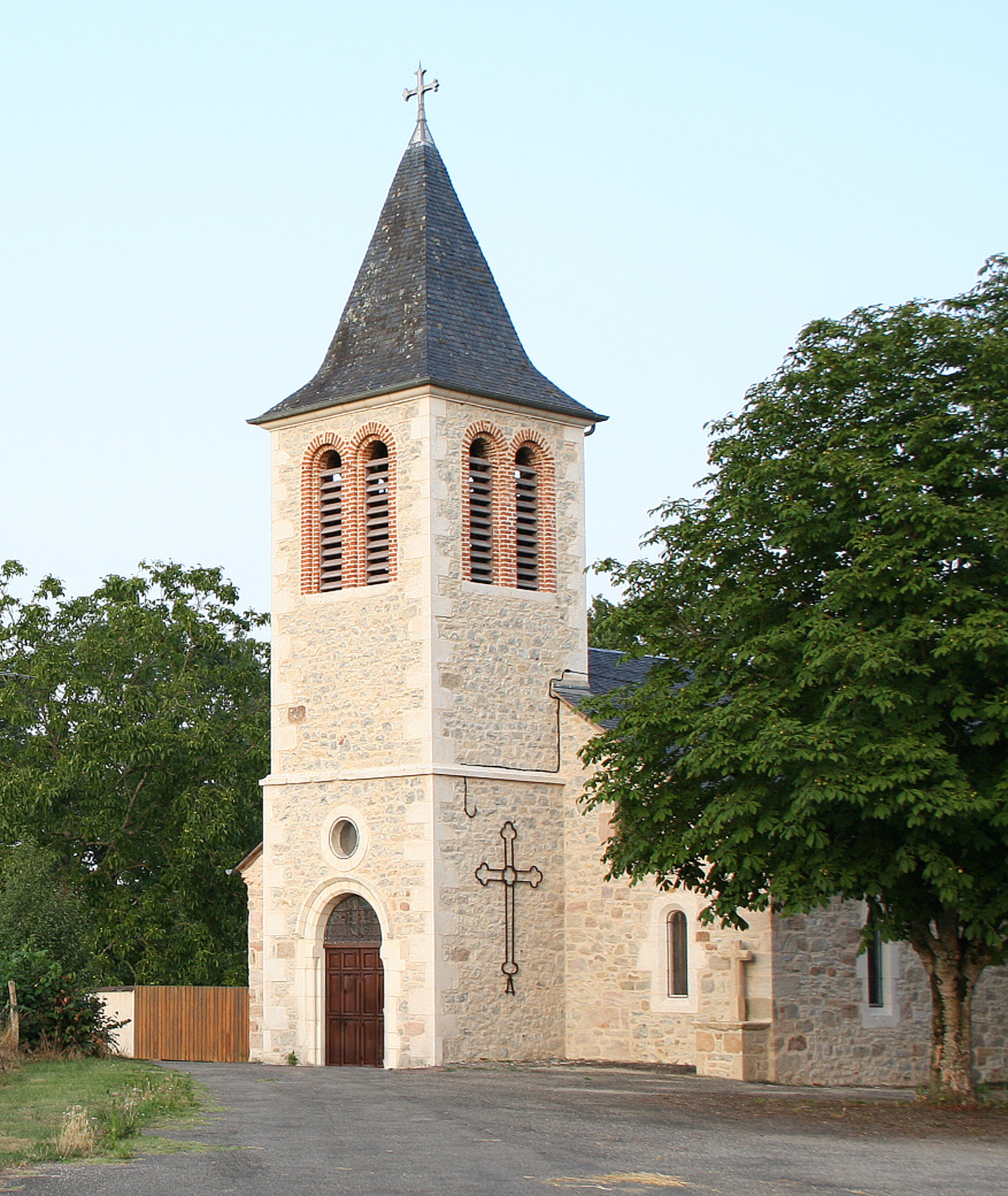
Kirche Saint-Martin

| Jahr      | 1962 | 1968 | 1975 | 1982 | 1990 | 1999 | 2008 | 2017 |
| --------- | ---- | ---- | ---- | ---- | ---- | ---- | ---- | ---- |
| Einwohner | 270  | 266  | 276  | 312  | 329  | 341  | 389  | 379  |